# Бер-Лейк (округ Калкаска, Мічиган)
Бер-Лейк (англ. Bear Lake) — переписна місцевість (CDP) в США, в окрузі Калкаска штату Мічиган. Населення — 366 осіб (2020).

## Географія
Бер-Лейк розташований за координатами 44°43′15″ пн. ш. 84°57′22″ зх. д. / 44.72083° пн. ш. 84.95611° зх. д. (44.720910, -84.956159).  За даними Бюро перепису населення США в 2010 році переписна місцевість мала площу 16,63 км², з яких 14,92 км² — суходіл та 1,71 км² — водойми.

## Демографія
Згідно з переписом 2010 року, у переписній місцевості мешкало 327 осіб у 177 домогосподарствах у складі 103 родин. Густота населення становила 20 осіб/км².  Було 628 помешкань (38/км²).
Расовий склад населення:
| - 97,2 % — білих - 0,9 % — корінних американців |

До двох чи більше рас належало 1,8 %. Частка іспаномовних становила 1,5 % від усіх жителів.
За віковим діапазоном населення розподілялося таким чином: 7,3 % — особи молодші 18 років, 53,9 % — особи у віці 18—64 років, 38,8 % — особи у віці 65 років та старші. Медіана віку мешканця становила 60,7 року. На 100 осіб жіночої статі у переписній місцевості припадало 104,4 чоловіків;  на 100 жінок у віці від 18 років та старших — 102,0 чоловіків також старших 18 років.
Середній дохід на одне домашнє господарство  становив 54 059 доларів США (медіана — 33 125), а середній дохід на одну сім'ю — 64 503 долари (медіана — 49 688). За межею бідності перебувало 7,8 % осіб, у тому числі 11,3 % дітей у віці до 18 років та 2,9 % осіб у віці 65 років та старших.
Цивільне працевлаштоване населення становило 105 осіб. Основні галузі зайнятості: мистецтво, розваги та відпочинок — 17,1 %, публічна адміністрація — 16,2 %, освіта, охорона здоров'я та соціальна допомога — 15,2 %.